# Escuela de Cine de Chile
La Escuela de Cine de Chile es un instituto profesional de Chile especializado en la formación en cine.
Fundado en 1995 por los cineastas Carlos Flores Delpino y Carlos Álvarez Pineda, se convirtió en el primer centro de estudios especializado de este tipo en el país.[cita requerida]
Actualmente no se encuentra acreditada por la Comisión Nacional de Acreditación (CNA-Chile).Está en la posición 79 de instituciones educativas chilenas según el ranking de Webometrics 2024.

## Controversia
A comienzos del año 2020, su rector, Antonino Ballestrazzi, fue acusado por más de 30 alumnas y exalumnas por distintos casos de acoso sexual, ocurridos a lo largo de 10 años. Pese a que el rector renunció a su cargo, su poder de incidencia en las decisiones administrativas de la institución fue puesto en entredicho, al ser también su accionista mayoritario. Las dudas respecto a la influencia del ex-rector en la institución, sumadas a la una infructuosa investigación interna que no condujo a ninguna resolución por parte del consejo de rectoría, provocaron un éxodo masivo de los profesores activos en la institución, obligando a la Escuela a renovar su planta de profesores por completo, a mediados del año educativo 2020.